# Ротберг, Кюнтер
Кюнтер Ротберг (эст. Künter Rothberg, род. 13 марта 1984 года в Вильянди, СССР) – эстонский дзюдоист. В 2006 году стал призером в весовой категории до 66 кг. Чемпионата Европы в финском Тампере. Много раз принимал участие в первенствах мира по дзюдо. Неоднократно становился чемпионом Эстонии и победителем турнира стран Балтии в своей весовой категории.